# Diego de Landa

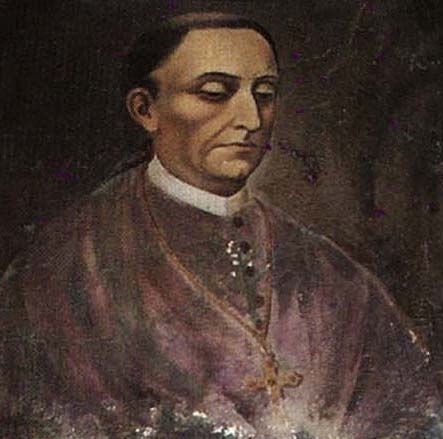
Diego de Landa

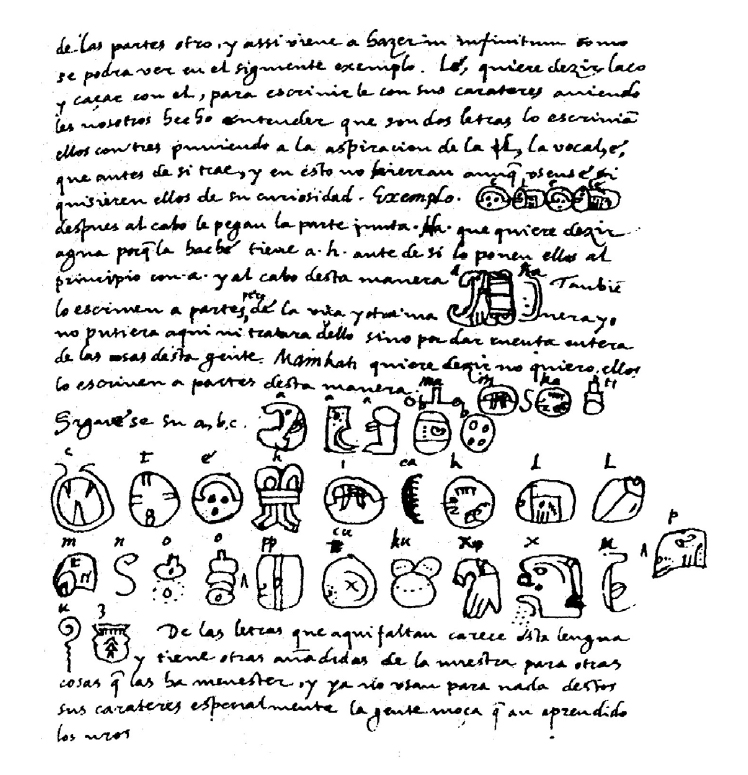
Aantekening van De Landa aangaande het Maya-alfabet

Diego de Landa (Cifuentes, 12 november 1524 – Mérida, 1579) was een controversieel Spaans missionaris, inquisiteur en Mayanist. Van 1572 tot aan zijn dood was hij bisschop van Yucatán. Door De Landa's werk is zowel veel informatie over de Maya's bewaard gebleven als verloren gegaan.

## Levensloop
Op zijn zeventiende trad hij toe tot een franciscaner klooster, en ging naar de Nieuwe Wereld teneinde de indianen aldaar te bekeren. Hij leerde het Yucateeks Maya, reisde door Yucatán, bekeerde Maya's en vernielde afgodsbeelden.
In 1562 hoorde hij van bekeerde Maya's die nog steeds aan "afgodenverering" deden. Ze hadden echter al wel enige kenmerken van het christendom overgenomen, zodat ze mensen offerden door middel van kruisiging. De Landa beval een Inquisitie in Maní. Bij het hieropvolgende autodafe verbrandde hij 27 codices (volgens sommigen zelfs 99 keer zoveel) en 5000 afgodsbeelden. Slechts drie codices hebben dit overleefd en zijn bewaard gebleven. Bovendien martelde hij 4500 Maya's, waarvan 200 het niet overleefden. De Landa schreef later over zijn vernietiging van de codices:
"We vonden een groot aantal boeken met deze karakters, en aangezien ze niets bevatten dat niet als bijgeloof en leugens van de duivel gezien dient te worden, verbrandden we ze allemaal, wat hun [de Maya's] buitengewoon bedroefde, en wat hun veel kwelling veroorzaakte."
De Landa's inquisitie kende een wreedheid die zelfs tijdgenoten als buitensporig beschouwden. Op last van bisschop Francisco de Torral van Yucatán werd hij teruggeroepen naar Spanje en voor de Raad van de Indiën gedaagd. Terug in Spanje schreef hij het Relación de las Cosas de Yucatán (Relaas van de dingen van Yucatán), waarin hij de taal, religie, cultuur en het schrift van de Maya's beschrijft. Dit manuscript heeft hij geschreven in 1566 en is grotendeels gebaseerd op gesprekken met Maya-informanten. Het origineel hiervan is verloren gegaan, alleen een bewerkte samenvatting is bekend. In 1569 werd hij vrijgesproken. In 1571, na het overlijden van Torral, werd hij tot bisschop van Yucatán benoemd, wat hij tot zijn dood acht jaar later bleef.
Vandaag de dag is De Landa onder historici en Mayadeskundigen nog steeds een veelbesproken figuur. Zijn relación heeft ervoor gezorgd dat veel informatie over de Mayacultuur bewaard is gebleven. Onder andere het Mayaschrift is, hoewel De Landa's aanwijzingen veel fouten bevatten, met behulp van De Landa's relaas toegankelijk geworden voor ontcijfering. Door zijn onzachtzinnige optreden in Maní is echter ook een schat aan informatie over de Maya's onherroepelijk verloren gegaan.
- Biblioteca Nacional de España: XX820364
- Bibliothèque nationale de France: cb12723636f (data)
- Catàleg d'autoritats de noms i títols de Catalunya: 981058523796306706
- CiNii: DA01943553
- Gemeinsame Normdatei: 128558768
- International Standard Name Identifier: 0000 0001 0865 1199
- Library of Congress Control Number: n85163096
- Nationale Bibliotheek van Letland: 000045329
- MusicBrainz: ee59c712-24d4-4edf-9470-31649be22773
- Bibliotheek van het Japanse parlement: 00446761
- Nationale Bibliotheek van Tsjechië: jo2017959013
- Nationale Bibliotheek van Israël: 987007436557405171
- Nederlandse Thesaurus van Auteursnamen: 074422766
- SNAC: w6kq0q1g
- Système universitaire de documentation: 029322480
- Virtual International Authority File: 5056082
- WorldCat: E39PBJk4JmjkXVBrDHktk7xxDq